# Małgorzata Jasińska

Małgorzata Jasińska, née le 18 janvier 1984 à Olsztyn, est une coureuse cycliste polonaise. Elle remporte le championnat de Pologne sur route en 2009, 2010, 2015 et 2018.

## Biographie
En 2015, sur l'épreuve en ligne des championnats du monde, elle prend l'échappée de neuf coureuses qui part à quarante kilomètres de l'arrivée. Dans le dernier tour, elle s'échappe seule. Elle se fait cependant reprendre. En 2023, elle est directeur sportif de l'équipe cycliste Le Col-Wahoo.

## Palmarès sur route

### Par années
- 2008
  - 2e du championnat de Pologne sur route
- 2009
  -  Championne de Pologne sur route
- 2010
  -  Championne de Pologne sur route
- 2012
  - Tour de Toscane féminin-Mémorial Michela Fanini :
    - Classement général
    - 2e étape

  - 3e du championnat de Pologne sur route
- 2014
  - 2e étape du Tour de Toscane féminin-Mémorial Michela Fanini
- 2015
  -  Championne de Pologne sur route
  - Classement général du Tour de Toscane féminin-Mémorial Michela Fanini
- 2016
  - Grand Prix de San Luis
  - 2e du Tour de San Luis
  - 3e du championnat de Pologne sur route
- 2018
  -  Championne de Pologne sur route
  -  Championne de Pologne du contre-la-montre
  - 2e du Grand Prix de Plumelec-Morbihan
  - 2e de la Veenendaal-Veenendaal Classic
  - 5e du championnat du monde sur route
  - 7e du Grand Prix de Plouay
- 2019
  - 2e du championnat de Pologne du contre-la-montre

### Classements mondiaux
| Année                                 | 2008 | 2009 | 2010 | 2011 | 2012 | 2013 | 2014 | 2015 | 2016 | 2017 | 2018 | 2019 | 2020 |
| ------------------------------------- | ---- | ---- | ---- | ---- | ---- | ---- | ---- | ---- | ---- | ---- | ---- | ---- | ---- |
| Classement UCI                        | 201e | 219e | 118e | 189e | 45e  | nc   | 75e  | 72e  | 48e  | 236e | 21e  | 163e | 758e |
| UCI World Tour                        |      |      |      |      |      |      |      |      | 49e  | 140e | 33e  | 70e  | nc   |
|                                       |      |      |      |      |      |      |      |      |      |      |      |      |      |
| Légende : nc = non classéSource : UCI |      |      |      |      |      |      |      |      |      |      |      |      |      |